# The Secret of Birth
Chulsaeng-ui bimil (hangeul : 출생의 비밀 ; titre international : The Secret of Birth)  est une série télévisée sud-coréenne diffusée en 2013 sur SBS en Corée du Sud.

## Distribution
- Sung Yu-ri : Jung Yi-hyun[1],[2]
  - Kim So-hyun : Jung Yi-hyun (jeune)
- Yoo Jun-sang : Hong Gyung-doo
- Kal So-won : Hong Hae-deum
- Lee Jin : Lee Sun-young[3],[4]
  - Lee Hyang-sook : Lee Sun-young (jeune)
- Kim Young-kwang : Park Soo-chang
- Kim Kap-soo : Choi Kook
- Lee Hyo-jung : Choi Seok
- Han Sang-jin : Choi Ki-tae
- Jin Hyuk : Choi Ki-joong
- Yoo Hye-ri : Madame Jo, l'épouse de Choi Seok
- Jo Mi-ryung : Shim Yeon-jung
- Jung Suk-yong : Tae-man
- Shin Seung-hwan : Jong-tae
- Park Eun-ji : Kwang-sook
- Seo Hyun-chul : Go Eun-pyo
- Kim Hye-jin : Lee Hye-young
- Choi Soo-rin : Jung Joo-gyum

## Diffusion
- SBS (2013)
- ONE TV ASIA
- KNTV[5]
- SKYNET International Drama